# Copa Latina
De Copa Latina, ook wel Coppa Latina of Coupe Latine genoemd, was een voetbalcompetitie tussen de landskampioenen van Frankrijk, Portugal, Italië en Spanje. Dit bekertoernooi werd van 1949 tot 1957 jaarlijks gehouden en kan samen met de Mitropa Cup worden beschouwd als de voorloper van de latere Europa Cup.
De Copa Latina werd aan het eind van het seizoen gespeeld in een van de vier landen. Het toernooi omvatte een halve finale, een wedstrijd om de derde plaats en een finale.

## Winnaars
| Jaar               | Land               | Winnaar        |
| ------------------ | ------------------ | -------------- |
| 1949               | Vlag van Spanje    | FC Barcelona   |
| 1950               | Vlag van Portugal  | SL Benfica     |
| 1951               | Vlag van Italië    | AC Milan       |
| 1952               | Vlag van Spanje    | FC Barcelona   |
| 1953               | Vlag van Frankrijk | Stade de Reims |
| 1954 niet gespeeld |                    |                |
| 1955               | Vlag van Spanje    | Real Madrid    |
| 1956               | Vlag van Italië    | AC Milan       |
| 1957               | Vlag van Spanje    | Real Madrid    |

## De toernooien
HF = halvefinale, TF = 3e/4e plaats, F = Finale

### Copa Latina 1949
| Ronde                                   | Winnaar                    | Land              | Uitslag | Land               | Verliezer                  |
| --------------------------------------- | -------------------------- | ----------------- | ------- | ------------------ | -------------------------- |
| HF                                      | FC Barcelona               | Vlag van Spanje   | 5-0     | Vlag van Italië    | AC Torino                  |
| HF                                      | Sporting Clube de Portugal | Vlag van Portugal | 3-1     | Vlag van Frankrijk | Stade de Reims             |
| TF                                      | AC Torino                  | Vlag van Italië   | 5-3     | Vlag van Frankrijk | Stade de Reims             |
| 3 juli 1949, Estádio Charmartin, Madrid |                            |                   |         |                    |                            |
| F                                       | FC Barcelona               | Vlag van Spanje   | 2-1     | Vlag van Portugal  | Sporting Clube de Portugal |

### Copa Latina 1950
| Ronde                                              | Winnaar               | Land               | Uitslag      | Land               | Verliezer             |
| -------------------------------------------------- | --------------------- | ------------------ | ------------ | ------------------ | --------------------- |
| HF                                                 | SL Benfica            | Vlag van Portugal  | 3-0          | Vlag van Italië    | Lazio Roma            |
| HF                                                 | Girondins de Bordeaux | Vlag van Frankrijk | 4-2          | Vlag van Spanje    | Atlético Madrid       |
| TF                                                 | Atlético Madrid       | Vlag van Spanje    | 2-1          | Vlag van Italië    | Lazio Roma            |
| 11 juni ; 18 juni 1950, Estádio Nacional, Lissabon |                       |                    |              |                    |                       |
| F                                                  | SL Benfica            | Vlag van Portugal  | 3-3 ; 2-1 nv | Vlag van Frankrijk | Girondins de Bordeaux |

### Copa Latina 1951
| Ronde                          | Winnaar            | Land               | Uitslag   | Land               | Verliezer          |
| ------------------------------ | ------------------ | ------------------ | --------- | ------------------ | ------------------ |
| HF                             | AC Milan           | Vlag van Italië    | 4-1       | Vlag van Spanje    | Atlético Madrid    |
| HF                             | Olympique SC Lille | Vlag van Frankrijk | 1-1 ; 6-4 | Vlag van Portugal  | Sporting Lissabon  |
| TF                             | Atlético Madrid    | Vlag van Spanje    | 3-1       | Vlag van Portugal  | Sporting Lissabon  |
| 24 juni 1951, San Siro, Milaan |                    |                    |           |                    |                    |
| F                              | AC Milan           | Vlag van Italië    | 5-0       | Vlag van Frankrijk | Olympique SC Lille |

### Copa Latina 1952
| Ronde                                  | Winnaar      | Land               | Uitslag | Land               | Verliezer         |
| -------------------------------------- | ------------ | ------------------ | ------- | ------------------ | ----------------- |
| HF                                     | FC Barcelona | Vlag van Spanje    | 4-2     | Vlag van Italië    | Juventus          |
| HF                                     | OGC Nice     | Vlag van Frankrijk | 4-2     | Vlag van Portugal  | Sporting Lissabon |
| TF                                     | Juventus     | Vlag van Italië    | 3-2     | Vlag van Portugal  | Sporting Lissabon |
| 29 juni 1952, Parc des Princes, Parijs |              |                    |         |                    |                   |
| F                                      | FC Barcelona | Vlag van Spanje    | 5-0     | Vlag van Frankrijk | OGC Nice          |

### Copa Latina 1953
| Ronde                                 | Winnaar           | Land               | Uitslag | Land              | Verliezer         |
| ------------------------------------- | ----------------- | ------------------ | ------- | ----------------- | ----------------- |
| HF                                    | Stade de Reims    | Vlag van Frankrijk | 2-1     | Vlag van Spanje   | Valencia CF       |
| HF                                    | AC Milan          | Vlag van Italië    | 4-3     | Vlag van Portugal | Sporting Lissabon |
| TF                                    | Sporting Lissabon | Vlag van Portugal  | 4-1     | Vlag van Spanje   | Valencia CF       |
| 7 juni 1953, Estádio da Luz, Lissabon |                   |                    |         |                   |                   |
| F                                     | Stade de Reims    | Vlag van Frankrijk | 3-0     | Vlag van Italië   | AC Milan          |

### Copa Latina 1955
| Ronde                                  | Winnaar        | Land               | Uitslag | Land               | Verliezer      |
| -------------------------------------- | -------------- | ------------------ | ------- | ------------------ | -------------- |
| HF                                     | Real Madrid    | Vlag van Spanje    | 2-0     | Vlag van Portugal  | CF Belenenses  |
| HF                                     | Stade de Reims | Vlag van Frankrijk | 3-2 nv  | Vlag van Italië    | AC Milan       |
| TF                                     | AC Milan       | Vlag van Italië    | 3-1     | Vlag van Portugal  | CF Belenenses  |
| 26 juni 1955, Parc des Princes, Parijs |                |                    |         |                    |                |
| F                                      | Real Madrid    | Vlag van Spanje    | 2-0     | Vlag van Frankrijk | Stade de Reims |

### Copa Latina 1956
| Ronde                             | Winnaar         | Land              | Uitslag | Land               | Verliezer       |
| --------------------------------- | --------------- | ----------------- | ------- | ------------------ | --------------- |
| HF                                | AC Milan        | Vlag van Italië   | 4-2     | Vlag van Portugal  | SL Benfica      |
| HF                                | Athletic Bilbao | Vlag van Spanje   | 2-0     | Vlag van Frankrijk | OGC Nice        |
| TF                                | SL Benfica      | Vlag van Portugal | 2-1     | Vlag van Frankrijk | OGC Nice        |
| 3 juli 1956, Arena Civica, Milaan |                 |                   |         |                    |                 |
| F                                 | AC Milan        | Vlag van Italië   | 3-1     | Vlag van Spanje    | Athletic Bilbao |

### Copa Latina 1957
| Ronde                             | Winnaar     | Land              | Uitslag | Land               | Verliezer        |
| --------------------------------- | ----------- | ----------------- | ------- | ------------------ | ---------------- |
| HF                                | Real Madrid | Vlag van Spanje   | 5-1     | Vlag van Italië    | AC Milan         |
| HF                                | SL Benfica  | Vlag van Portugal | 1-0     | Vlag van Frankrijk | AS Saint-Étienne |
| TF                                | AC Milan    | Vlag van Italië   | 4-3     | Vlag van Frankrijk | AS Saint-Étienne |
| Estadio Santiago Bernabéu, Madrid |             |                   |         |                    |                  |
| F                                 | Real Madrid | Vlag van Spanje   | 1-0     | Vlag van Portugal  | SL Benfica       |